# Spider-Man: Homecoming - Virtual Reality Experience
Spider-Man: Homecoming - Virtual Reality Experience es un videojuego de acción-aventura de realidad virtual basado en la película del mismo nombre desarrollado por CreateVR y publicado por Sony Pictures Virtual Reality para Microsoft Windows y PlayStation 4. Fue lanzado de forma gratuita el 30 de junio de 2017. El juego es compatible con PlayStation VR, Valve Index, HTC Vive, Oculus Rift y Windows Mixed Reality.
El juego es más una demostración tecnológica que sirvió para promocionar la película del UCM con el mismo título.

## Jugabilidad
El juego pone al jugador en la piel del superhéroe Spider-Man. No hay que moverse libremente ni explorar la ciudad, en cambio, todo el juego tiene lugar en el techo de un edificio, lo que permite al jugador mirar a su alrededor y disparar a los objetos cercanos, incluidos globos, botellas de vidrio, tablas de madera y demás. Hay tres tipos de armas diferentes que Spider-Man puede crear con su telaraña. Un balanceo de telaraña se usa en realidad para agarrar y tirar de objetos en lugar de llevar al jugador a una nueva ubicación, las granadas de telaraña pueden hacer estallar más objetos de concreto y tienen un breve retardo de explosión, y las balas de telaraña funcionan como balas de ametralladora para disparar rápidamente a los objetivos. Después de la práctica de tiro, Spider-Man se subirá a una grúa cercana y verá la explosión en la distancia, seguida poco después de una breve batalla con Vulture, cortando la historia justo cuando comienza y anunciando la película antes de los créditos finales.